# Mad Max (franchise)
Mad Max är en australisk postapokalyptisk action-multimedia-franchise, skapad av George Miller och Byron Kennedy. Franchisen fick sin start 1979 med filmen Mad Max, som sedan följdes av de tre filmerna Mad Max 2 (1981), Mad Max bortom Thunderdome (1985), och Mad Max: Fury Road (2015). I de tre första filmerna porträtteras titelrollen av Mel Gibson, och i den fjärde filmen av Tom Hardy.

## Filmer

### Mad Max
Mad Max är en australisk dystopisk actionfilm från 1979, regisserad av George Miller. Den skrevs av Miller tillsammans med James McCausland, baserad på en historia av Miller och producenten Byron Kennedy, och berättar en historia om ett socialt förfall, mord och hämnd. Filmen, där den då okände Mel Gibson medverkade, släpptes globalt 1980. Den blev en stor kassasuccé, och är rekordhållare i Guinness rekordbok som den mest lönsamma film som någonsin gjorts, och har ansetts vara det som exponerade de Australiska new wave-filmerna till en global publik.

### Mad Max 2
Mad Max 2 (i USA känd som The Road Warrior, samt Mad Max 2: The Road Warrior) är en australisk postapokalyptisk film från 1981, regisserad av George Miller. Denna uppföljare till Millers tidigare verk Mad Max kom att bli en global kassasuccé, som blev starten av Mel Gibsons karriär. Filmens berättelse om en samling nybyggare som försvarar sig mot ett förband marodörer, följs av en typisk western-stil, likväl som Max roll som den härdade mannen som återupptäcker sin mänskliga sida. Den öppnar också för den tidigare oförklarade bakgrundshistorian om vad som ledde till den första filmen.

### Mad Max bortom Thunderdome
Mad Max bortom Thunderdome (även känd som Mad Max 3: Bortom Thunderdome, eller enkelt Mad Max 3) är en film från 1985, och den tredje i Mad Max-franchisen. Filmen regisserades av George Miller och George Ogilvie, och medverkades av Mel Gibson och Tina Turner. Originalmusiken till filmen komponerades av Maurice Jarre. Trots att Miller till en början tappade intresset för projektet efter att hans vän och producent Byron Kennedy dött i en helikopterkrasch, gick han senare med på att gå vidare med hjälp av Ogilvie.

### Mad Max: Fury Road
Mad Max: Fury Road (även känd som Mad Max 4: Fury Road, eller enkelt Mad Max 4) är en postapokalyptisk film från 2015, regisserad av George Miller, som även skrev filmen tillsammans med Brendan McCarthy och Nico Lathouris. Medan det rapporterades om att man börjat leta inspelningsplatset till filmen i maj 2009, sköts projektet upp till juni 2012, då de ovanliga mängder regn som fallit i den australiska öknen orsakade att den postapokalyptiska miljö Miller eftersträvade försvann. Inspelningarna flyttades istället till Namibia nästföljande år. Filmen hade världspremiär den 7 maj 2015, och svensk premiär den 14 maj samma år. Den medverkas av den brittiska skådespelaren Tom Hardy som Mad Max, och Charlize Theron som Imperator Furiosa. Gibson var från början tilltänkt att medverka i Fury Road 2003, ett projekt som senare lades ned.

## Framtid
Under tiden när manuset till Mad Max: Fury Road skrevs upptäckte Miller och McCarthy att de hade tillräckligt med material till två ytterligare manus. Ett av dessa, med titeln Mad Max: Furiosa, har redan färdigställts. Miller sade att han hoppades att filmandet skulle påbörjas efter att Fury Road haft premiär. Under en intervju med tidningen Esquire i mars 2015 avslöjade Tom Hardy att han var kontrakterad till att medverka i ytterligare tre Mad Max-filmer efter Fury Road. Efter att Fury Road haft premiär berättade Miller att han skulle vilja göra en uppföljare till filmen, med titeln Mad Max: The Wasteland.

## Medverkande

### Skådespelare
Seriens protagonist, Max Rockatansky, porträtterades i de första tre filmerna av Mel Gibson. I Fury Road (2015) togs rollen över av Tom Hardy. Serien medverkas av ett antal återkommande skådespelare i olika roller. Bruce Spence spelade en pilot i två av filmerna, först som Gyro Captain i Mad Max 2, och sedan som Jedediah the Pilot i Mad Max Beyond Thunderdome. Hugh Keays-Byrne har spelat antagonist två gånger i serien: han spelade Toecutter i Mad Max och Immortan Joe i Mad Max: Fury Road. Max Fairchild medverkade som Benno Swaisey i Mad Max, och som "Skadat offer" i Humungus's-gänget i Mad Max 2.

### Produktionsmedlemmar
| Medlemmar/Detaljer | Film                                         | Film                                     | Film                                              | Film                                          |
| Medlemmar/Detaljer | Mad Max (1979)                               | Mad Max 2 (1981)                         | Mad Max Beyond Thunderdome (1985)                 | Mad Max: Fury Road (2015)                     |
| ------------------ | -------------------------------------------- | ---------------------------------------- | ------------------------------------------------- | --------------------------------------------- |
| Regissör(er)       | George Miller                                | George Miller                            | George Miller George Ogilvie                      | George Miller                                 |
| Författare         | George Miller Byron Kennedy James McCausland | Terry Hayes George Miller Brian Hannant  | Terry Hayes George Miller                         | George Miller Brendan McCarthy Nico Lathouris |
| Producent(er)      | Byron Kennedy Bill Miller                    | Byron Kennedy                            | Terry Hayes George Miller Doug Mitchell           | George Miller Doug Mitchell P. J. Voeten      |
| Kompositör         | Brian May                                    | Brian May                                | Maurice Jarre (score) Lyle/Britten/Knight (låtar) | Junkie XL                                     |
| Fotograf           | David Eggby                                  | Dean Semler                              | Dean Semler                                       | John Seale                                    |
| Klippare           | Cliff Hayes Tony Paterson                    | David Stiven Michael Balson Tim Wellburn | Richard Francis-Bruce                             | Margaret Sixel                                |
| Speltid            | 93 minuter                                   | 96 minuter                               | 107 minuter                                       | 120 minuter                                   |

## Mottagande

### Intäkter
| Film | Utgivningsdatum  | Kassaintäkter | Kassaintäkter | Kassaintäkter  | Kassaintäkter | Budget                         | Ref                  |
| Film | Utgivningsdatum  | Australien    | Nordamerika   | Övriga områden | Globalt       | Budget                         | Ref                  |
| --- | ---------------- | ------------- | ------------- | -------------- | ------------- | ------------------------------ | -------------------- |
| Mad Max | 12 april 1979    | A$5 355 490   | $8 750 000    | ~$91 250 000   | ~$100 000 000 | A$380 000                      | [ 16 ] [ 17 ] [ 18 ] |
| Mad Max 2 | 24 december 1981 | A$10 847 491  | $23 667 907   | i.u.           | i.u.          | A$4,5 miljoner                 | [ 16 ] [ 19 ]        |
| Mad Max bortom Thunderdome | 10 juli 1985     | A$4 272 802   | $36 230 219   | i.u.           | i.u.          | A$12 miljoner                  | [ 16 ] [ 20 ] [ 21 ] |
| Mad Max: Fury Road | 14 maj 2015      | A$16 071 753  | $150 532 262  | $216 000 000   | $366 602 312  | US$150 miljoner                | [ 22 ]               |
| Totalt | Totalt           | A$36 547 536  | $219 180 388  | i.u.           | i.u.          | US$150 miljoner +A$17 miljoner |                      |
| Listmarkeringar - Ett mörkgrått område indikerar att informationen för filmen inte är tillgänglig. - A$ – Australisk dollar - $ / US$ – Amerikansk dollar |                  |               |               |                |               |                                |                      |

### Kritiskt mottagande
| Film                       | Rotten Tomatoes       | Metacritic          |
| -------------------------- | --------------------- | ------------------- |
| Mad Max                    | 89% (54 recensioner)  | 67 (7 recensioner)  |
| Mad Max 2                  | 98% (42 recensioner)  | 76 (9 recensioner)  |
| Mad Max Beyond Thunderdome | 81% (47 recensioner)  | 80 (12 recensioner) |
| Mad Max: Fury Road         | 98% (278 recensioner) | 89 (47 recensioner) |
| Snitt                      | 92%                   | 78                  |